# آشنایی با مکانیک کوانتومی
آشنایی با مکانیک کوانتومی (به انگلیسی: Introduction to quantum mechanics) به مطالعه ماده و تعاملات آن با انرژی در مقیاس ذرات اتم و زیراتمی می‌پردازد. در حالی که فیزیک کلاسیک تنها تعاملات ماده و انرژی را در مقیاسی که برای تجربه انسانی آشنا است، توضیح می‌دهد؛ از جمله رفتار اجرام آسمانی مانند ماه. فیزیک کلاسیک هنوز در بسیاری از شاخه‌های علم و فناوری‌های مدرن کاربرد دارد. با این حال، در اواخر قرن ۱۹، دانشمندان پدیده‌هایی را در دنیای بزرگ (ماکرو) و کوچک (میکرو) کشف کردند که فیزیک کلاسیک قادر به توضیح آن‌ها نبود. تلاش برای حل ناهماهنگی‌های بین پدیده‌های مشاهده‌شده و نظریه کلاسیک، منجر به انقلابی در فیزیک شد و پارادایم علمی جدیدی را معرفی کرد: که به توسعه مکانیک کوانتومی انجامید.
بسیاری از جنبه‌های مکانیک کوانتومی برخلاف شهود هستند و ممکن است به‌نظر پارادوکسی برسند، زیرا رفتارهایی را توصیف می‌کنند که با آنچه در مقیاس‌های بزرگتر مشاهده می‌شود، تفاوت زیادی دارند. به گفته ریچارد فاینمن، فیزیک‌دان کوانتومی، مکانیک کوانتومی با «طبیعت همان‌طور که هست—شگفت‌انگیز و غیرقابل‌فهم» سروکار دارد. ویژگی‌های مکانیک کوانتومی اغلب با توضیحات ساده در زبان روزمره دشوار هستند. یکی از نمونه‌های این ویژگی، اصل عدم قطعیت است: اندازه‌گیری‌های دقیق موقعیت نمی‌توانند با اندازه‌گیری‌های دقیق سرعت ترکیب شوند. نمونه دیگری درهم‌تنیدگی است: اندازه‌گیری انجام‌شده بر روی یک ذره (مانند الکترون) که اسپین آن 'بالا' است، با اندازه‌گیری روی ذره دوم (که اسپین آن 'پایین' است) همبستگی خواهد داشت، اگر این دو ذره تاریخچه مشترکی داشته باشند. این اتفاق حتی در صورتی که انتقال نتیجه اندازه‌گیری اول به ذره دوم قبل از اندازه‌گیری دوم امکان‌پذیر نباشد، رخ خواهد داد.
مکانیک کوانتومی به ما کمک می‌کند تا شیمی را بهتر درک کنیم، زیرا توضیح می‌دهد که چگونه اتم‌ها با یکدیگر تعامل دارند و مولکول‌ها را تشکیل می‌دهند. بسیاری از پدیده‌های شگفت‌انگیز می‌توانند با استفاده از مکانیک کوانتومی توضیح داده شوند، مانند ابرسیالیت. برای مثال، اگر مایع هلیوم که به دمای نزدیک به صفر مطلق سرد شده است در یک ظرف قرار گیرد، به‌طور خودکار از لبه ظرف بالا می‌رود و بر آن می‌ریزد؛ این اثر را نمی‌توان با فیزیک کلاسیک توضیح داد.